# O. Winston Link
Ogle Winston Link, bekannt als O. Winston Link, (* 16. Dezember 1914; † 30. Januar 2001) war ein amerikanischer Fotograf. Bekannt wurde er durch seine Schwarz-Weiß-Fotos und Tonbandaufnahmen der letzten planmäßigen Dampflokomotiveinsätze in den Vereinigten Staaten in den 1950er Jahren. Er half als professioneller Fotograf die Eisenbahnfotografie als Hobby zu etablieren. Auch seine Nachtfotografien waren wegweisend. Bekannt sind unter anderem die Fotos Hotshot Eastbound (ein Zug passiert ein Autokino) und „Hawksbill Creek Swimming Hole“ (ein Zug überquert eine Brücke, unter der Kinder baden).

## Leben

### Frühe Jahre
Link wurde nach zwei seiner mütterlichen Vorfahren benannt: dem Sprecher des Repräsentantenhauses John Winston Jones und dem Abgeordneten aus Pennsylvania Alexander Ogle. Link und seine Geschwister Eleanor und Albert Jr. verbrachten ihre Kindheit in Brooklyn (New York). Sein Vater Albert lehrte an einer New Yorker Schule Holzbearbeitung. Er interessierte seine Kinder für Kunst und Kunsthandwerk und Winston zusätzlich für die Fotografie.
Links erste Fotos entstanden mit einer geliehenen Mittelformatkamera von Kodak. Er war damals in der High School und baute sein eigenes Vergrößerungsgerät. Nach der Schule ging Link zum Polytechnic Institute of Brooklyn und studierte Ingenieurwissenschaften. Kurz vor seinem Abschluss 1937 sprach Link auf einem Bankett der Institutszeitung, für die er als Fotograf arbeitete. Ein Geschäftsführer des Werbeunternehmens von Carl Byoir war von Links Redegabe beeindruckt und bot ihm eine Stelle als Fotograf an.
O. Winston Link arbeitete fünf Jahre Lang für Carl Byoir and Associates. Dort lernte er die wichtigsten Grundlagen für seine spätere Karriere. Er übernahm schnell den vorherrschenden Stil, gestaltete Bilder die real aussahen, aber einen bestimmten Punkt betonen. Bekannte Fotos aus dieser Zeit sind zum Beispiel das Bild eines Mannes, der eine Pistole auf ein Schwein mit einer kugelsicheren Weste richtet, oder „What Is This Girl Selling?“, auch genannt „Girl on Ice“. Letzteres wurde weithin in den Vereinigten Staaten bekannt und war im Life-Magazin als klassisches Werbefoto abgebildet.
1942 verließ O. W. Link Byoir. Da er durch eine Mumps-Infektion sein Gehör verloren hatte, wurde er nicht zum aktiven Militärdienst einberufen. Er arbeitete deshalb für ein Labor für Flugzeuginstrumente, welches der Columbia University angeschlossen war. Aufgrund seines Abschlusses und seiner beruflichen Erfahrung war Link während dieser Zeit als Projektingenieur und als Fotograf tätig. Das Labor entwickelte unter anderem ein Gerät zur U-Boot-Ortung für tieffliegende Flugzeuge. Link war hauptverantwortlich für die fotografische Dokumentation des Projektes.
Mit dem Ende des Zweiten Weltkrieges endete auch die Arbeit im Labor. Dem Angebot, zu Byoir zurückzukehren, folgte O. Winston Link nicht. 1946 eröffnete er in New York ein eigenes Fotostudio. Seine ersten Kunden waren Goodrich, Alcoa, Texaco und Ethyl.

### Eisenbahnfotografie – Das Norfolk-and-Western-Projekt
Während eines Auftrages zur Industriefotografie in Staunton (Virginia) 1955 rückte eine naheliegende Strecke der Norfolk and Western Railway (N&W) in sein Blickfeld und seine Liebe zur Eisenbahn wurde neu belebt. Die N&W war die letzte Class-1-Bahngesellschaft, die von Dampflokomotiven auf Diesellokomotiven wechselte. Am 21. Januar 1955 machte er in Waynesboro (Virginia) seine erste Nachtaufnahme von der Strecke. Am 29. Mai 1955 gab die Bahngesellschaft bekannt, dass sie nun auch komplett auf Diesellokomotiven umsteigen wolle. Die Fotos von Link wurden somit ungewollt zu einer Dokumentation des Endes der Dampftraktion in den Vereinigten Staaten. Rund 20-mal besuchte er die Strecken der N&W in Virginia und bis 1960 machte er insgesamt 2400 Aufnahmen.
Die Fotos machte Link auf eigene Kosten, er wurde jedoch vom Präsidenten der N&W, Robert Hall Smith, sowie von anderen Beschäftigten unterstützt. Neben den Lokomotiven fotografierte er die Eisenbahner der N&W bei der täglichen Arbeit sowie das Leben in den Gemeinden entlang der Bahnstrecken. Die Fotos waren exakt ausgerichtet und wurden meist nachts aufgenommen. Link begründete dies damit, dass er dann die Beleuchtung optimal wählen könne, während die Sonne meist nicht am richtigen Platz sei.
Auch andere Fotografen wie Philip Hastings und Jim Shaughnessy machten ähnliche Nachtaufnahmen. Link jedoch nutzte neue Techniken für die Blitzfotografie, um auch größere Objekte ablichten zu können. Für das Foto „Hotshot Eastbound (Iaeger, West Virginia)“ benutzte er 42 Blitzlampen Nr. 2 und eine Nr. 0 die gleichzeitig gezündet wurden. Zusammen mit seinem Assistenten baute er die Technik auf, wobei sie in Reihe geschaltet wurde, so dass bereits eine einzelne Fehlfunktion die Anfertigung eines Fotos ausschloss. Eine weitere Schwierigkeit lag darin, dass Link die richtige Auslöseposition des bewegten Zuges nachts in der Regel nur erahnen konnte. Link nutzte eine 4×5-Fachkamera mit Schwarz-Weiß-Film. Aus diesen stellte er dann die Silbergelatinefotos her. Neben den Schwarz-Weiß-Nachtfotos machte Link auch Tagesaufnahmen vom einzigen Personenzug auf der Abingdon-Nebenstrecke der N&W. Auch die meisten seiner Farbfotos entstanden entlang dieser Strecke. Das Foto „Maud bows to the Virginia Creeper (Green Cove, Virginia)“ gibt es als Schwarz-Weiß- und als Farbaufnahme.
Zwischen 1957 und 1977 machte er zusätzlich zu den Fotos auch Tonaufnahmen, die er unter dem Titel „Sounds of Steam Railroad“ veröffentlichte. Unter Eisenbahnfans war Link ab Ende der 1950er Jahre aufgrund seiner Veröffentlichungen unter anderem in Trains schnell bekannt. Weitere Bekanntheit über diese Kreise hinaus erreichte er ab 1983 durch eine Wanderausstellung.
Ab 1960 bis zum Eintritt in den Ruhestand 1983 arbeitete Link weiter als Werbefotograf. Während dieser Zeit machte er u. a. Fotos vom Bau der Verrazano-Narrows-Brücke sowie vom New Yorker Hafen. Nach seinem Ruhestand lebte er in South Salem im Westchester County in New York.
1996 wurde Links zweite Frau Conchita verhaftet und später auch verurteilt, weil sie Fotos aus Links Sammlung stahl und zu verkaufen versuchte. Sie berief sich darauf, dass Link angeblich an Alzheimer leide und sie daher die Vormundschaft über Link erhalten habe. Nachdem sie nach sechs Jahren aus dem Gefängnis entlassen worden war, versuchte sie erneut, die gestohlenen Fotos zu verkaufen. Daraufhin wurde sie abermals zu drei Jahren verurteilt. Außerdem beschuldigte man sie, dass sie Link eingesperrt hätte. Dieser Vorwurf kam jedoch nicht zur Verhandlung.

## Museum
2000 begannen einige Freunde von Link aus Roanoke (Virginia) mit der Planung eines Museums, das Links Werke, vor allem seine Eisenbahnfotografien, ausstellen sollte. Link starb im Januar 2001 während der Planungen zu diesem Museum. 2004 wurde das Museum in Roanoke im ehemaligen Bahnhof der Norfolk and Western Railway eröffnet.

## Adaption in Deutschland
Nachdem der Nürnberger Verlag Tümmels 1989 eine deutsche Ausgabe des Buches Steam, Steel and Stars herausgebracht hatte, erschien 1992 eine deutlich billigere Lizenzausgabe beim Weltbild-Verlag und machte Links Fotos einem breiten deutschsprachigen Publikum bekannt.
Ausstellungen mit Original-Abzügen fanden 2008 im Museum der Arbeit Hamburg und 2010 in der Kunst Galerie Fürth statt.

## Trivia
Das Foto Hotshot Eastbound wurde in einer Folge der Serie Simpsons nachempfunden.